# 크리스 오도널
크리스 오도널(Chris O'Donnell, 1970년 6월 26일 ~ )은 미국의 배우이다.

## 출연 작품
- 버티칼 리미트 - 피터 가레트 역
- 삼총사 - 달타냥 역
- 청혼 - 지미 샤넌 역
- 배트맨과 로빈 - 로빈 / 딕 그레이슨 역
- 배트맨 포에버 - 로빈 / 딕 그레이슨 역
- 여인의 향기 - 찰리 심스 역